# Mirko Giansanti
Mirko Giansanti (Terni, 1976. szeptember 14. – Terni, 2023, augusztus 7.) olasz motorversenyző, legutóbb a Supersport-világbajnokság tagja.
A MotoGP-ben 1996-ban mutatkozott be, a nyolcadliteresek között. Legeredményesebb szezonja 1998 volt, ekkor négy dobogós helyezést begyűjtve végül a hatodik helyen végzett összetettben. A sorozatból 2005 végén távozott, utolsó szezonjában a negyedliteresek között versenyzett. 2008-ban a Supersport világbajnokságban szerepelt.